# Днєпров Петро Олексійович
Петро Олексійович Днєпров (рос. Пётр Алексеевич Днепров; 16 січня 1919, Островка — 23 липня 1974, Київ) — радянський офіцер, Герой Радянського Союзу, в роки німецько-радянської війни заступник командира танкового батальйону 44-ї гвардійської танкової бригади 11-го гвардійського танкового корпусу 1-ї гвардійської танкової армії 1-го Білоруського фронту, гвардії капітан.

## Біографія
Народився 16 січня 1919 року в селі Островці (нині Муслюмовського району Татарстану) в селянській родині. Росіянин. Член КПРС з 1942 року. Освіта неповна середня. Працював топографом в Середньоазіатському геологічному тресті, потім у колгоспі Уфимського району Башкирії.
У Червоній Армії з 1939 року. У 1941 році закінчив танкову школу. Учасник німецько-радянської війни з 1941 року.
Особливо відзначився в боях при звільненні Польщі. З 14 по 18 січня 1945 року він керував розвідкою передового загону бригади. Раптово для противника його загін вийшов до річки Пилиці і знайшов брід, забезпечивши тим самим переправу частин бригади. Пізніше загін під командуванням П. О. Днєпрова стрімко увірвався до польського міста Ловича і захопив замінований міст через річку Бзуру, не давши противникові його підірвати, чим забезпечив швидке і безперешкодне просування частин корпусу.
Указом Президії Верховної Ради СРСР від 27 лютого 1945 року за зразкове виконання бойових завдань командування і проявлені при цьому геройство і мужність гвардії капітану Днєпрову Петру Олексійовичу присвоєно звання Героя Радянського Союзу з врученням ордена Леніна і медалі «Золота Зірка» (№ 5237).

Могила Петра Днєпрова

Після війни гвардії майор Днєпров П. О. — В запасі. Працював у партійних органах, потім інженером Облпромпобутгазу в Києві. Помер 23 липня 1974 року. Похований у Києві на Лук'янівському військовому кладовищі.
Нагороджений орденом Леніна, орденом Червоної Зірки, медалями.